# Raploch

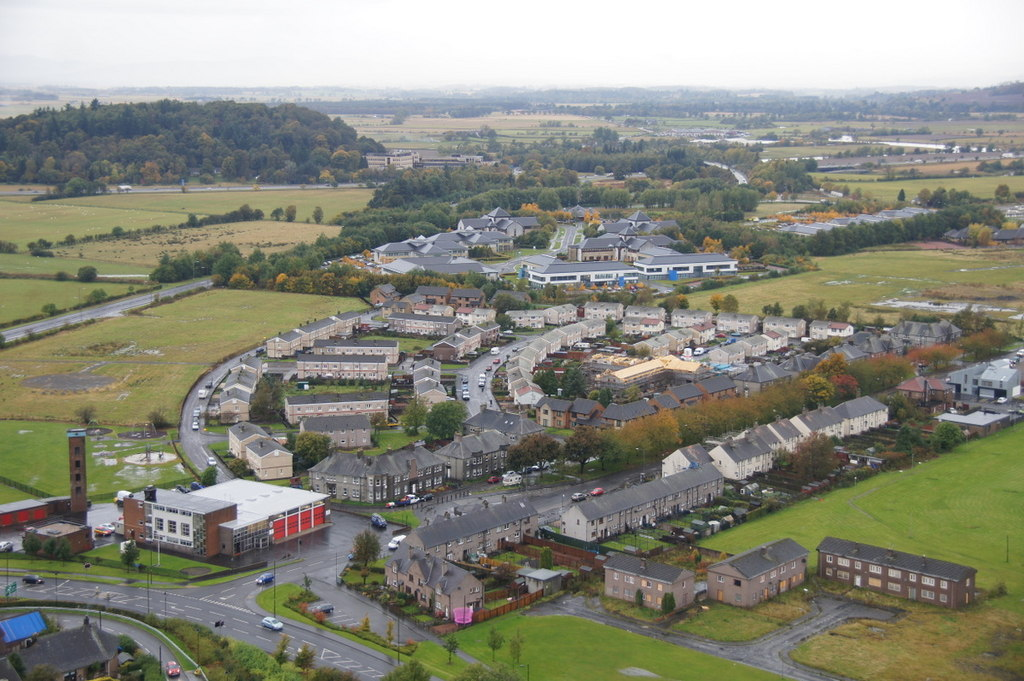
Blick vom Schloss auf Raploch

Raploch ist der nördliche Bereich von Stirling in Schottland, der eine der 42 Community Council Areas (CCA) der übergeordneten Verwaltungsebene (Council Area) bildet. Angrenzende CCAs sind, beginnend im Norden und dann im Uhrzeigersinn, Bridge of Allan, Cornton, Mercat Cross and City Centre, King’s Park, Cambusbarron und Thornhill and Blairdrummond. Beim Zensus 2011 wurde festgestellt, dass 2938 Einwohner auf den 4,8 Quadratkilometern lebten. Im Norden und Osten reicht Raploch bis an das rechte Ufer des Flusses Forth, im Süden an den Fuß des Berges, auf dem Stirling Castle steht, im Westen zur M9.
Früher hatte Raploch einen eigenständigen Ort gebildet, von Bauwerken aus dieser Zeit sind kaum noch welche vorhanden. Als Stadtteil von Stirling hatte es zeitweise, wegen des Zustandes seiner Häuser, als problembehaftet gegolten. Anfang der 2000er Jahre wurde dieses durch ein Sanierungsprogramm behoben.
Überregional bekannt wurde Raploch durch ein, 2008 gegründetes Jugendorchester. Gemeinsam mit dem Orquesta Sinfónica Simón Bolívar de Venezuela, dirigiert von Gustavo Dudamel, war es 2012 in der BBC zu hören. Darüber hinaus sendete sie zwei Dokumentarfilme: 2002 Raploch Stories und 2017 Raploch: Where Are They Now? 